# Nyáry család (nyáregyházi)
A nyáregyházi nemes és báró Nyáry család egy magyar nemesi, majd főnemesi család.

## Története
A család Pest-Pilis-Solt-Kiskun vármegye legrégebbi családjai közül való. Köznemesi és bárói ága is van, Magyarországon többnyire Pest, Hont, Bars és Nógrád vármegyében volt birtokos. Az előnevet adó Nyáregyháza községben már az 1300-as években nagyobb birtokokkal rendelkeztek. A települést akkor még egyszerűen csak Nyárnak nevezték, innen vették családnevüket a Nyáryak. Lajos, aki Albert király hűséges szolgálója volt, 1438-ban újabb adomány kapott Nyáregyházára. Mihály földbirtokos 1526-ban a török seregek elől Nógrád vármegyei birtokaira menekült. Egy később élt Mihály a Rákóczi-szabadságharcban a birtokain jelentkező földfoglalók ellen ágált. A bárói címet Antal tanácsos és koronaőr kapta meg 1836. december 9-én. Gyermekei is jelentősebb személyek voltak.

## Címere
Borovszky Samu a következő leírást közölte a nyáregyházi Nyáry családdal kapcsolatban:
Czímer. egymás alatt álló három liliommal megrakott, zöld, balharánt gerendától osztott pajzs; felül kékben balra fordult ezüst félhold, alul vörösben, zöld alapon nyugvó arany oroszlán. Három sisak. Sisakdíszek: I. (középső) kinövő pánczélos-vitéz, fején vörös bokrétás sisakkal, fölemelt jobbjában pedig kardot tart, balját a csípőjére teszi. II. vörös-kékkel vágott zárt szárny, a pajzsbeli gerendával jobb haránt megrakva. III. kék-vörössel vágott szárny, ugyanazzal a gerendával balharánt megrakva. Takarók: vörösezüst, kékarany. pajzstartók: jobbról kifelé néző, kitárt szárnyú fekete sas, - balról kifelé néző arany griff.

## Nevezetesebb családtagok
- Nyáry Albert (1828–1886) történész, heraldikus, az MTA levelező tagja
- Nyáry Albert (1871–1933) festőművész, történész, régész
- Nyáry Antal (1803–1877) titkos tanácsos, bíró, koronaőr, a bárói cím megszerzője
- Nyáry Béla (1845–1900) cs. és kir. kamarás, politikus
- Nyáry Jenő (1836–1914) régész, barlangkutató, cs. és kir. kamarás
- Nyáry Pál (1805–1871) politikus, alispán